# 医王院 (小矢部市)
若宮山 医王院（わかみやさん いおういん）は、富山県小矢部市にある浄土宗の寺院。本尊は薬師如来と阿弥陀如来。
本尊の薬師如来に関しては行基の真作とみられ、病気の回復にご利益があるとされる。
他、閻魔大王が、境内にある閻魔堂の本尊として祀られている。

## 歴史
創建は慶雲三年(706)。天平元年(729)に医王院の勅号を賜ったと伝えられている。
天文十二年(1543)兵火にかかり堂宇が焼失。同十五年(1546)、現在地に再建された。
医王院の裏手には若宮古墳（富山県指定文化財・史跡）があり、こちらは6世紀初頭の築造とみられている。

## 文化財
- 銅造阿弥陀如来座像：富山県指定有形文化財
- 木造僧形八幡神座像：富山県指定有形文化財
- 仁王像：小矢部市指定文化財－明治二年(1869)に倶利伽羅長楽寺から移転祭祀された。
- 十王像：小矢部市指定文化財－明治二年(1869)に倶利伽羅長楽寺から移転祭祀された[1]。
元々は慶長十七年(1612)、加賀藩主前田利長の病気回復を願い、長楽寺の秀雅上人が寄進したもの。

## 主な仏事
- 1月1日 修正会（開始時刻　深夜零時）
- 2月15日 涅槃会（開始時刻　午後二時）
- 8月22日 閻魔会（開始時刻　午後七時）
- 11月6日 十夜報恩講・祠堂経会（開始時刻　報恩講：午前十時 / 祠堂：午後一時半）

## 周辺施設
- 『倶利伽羅源平の郷 埴生口』：医王院の近隣にある休憩施設。館内には医王院についての解説や所蔵品が展示されている。

## 拝観情報
アクセス
- 『倶利伽羅源平の郷 埴生口』から徒歩2分。
- 近隣に専用駐車場（無料）がある。医王院の外壁に、駐車場に至る案内板が表示されている。